# MBank
mBank — польський універсальний комерційний банк, заснований у 1986 році з головним офісом у Варшаві. Спеціалізується на роздрібному сегменті банківського ринку, володіє найпопулярнішим в країні інтернет-банкінгом та електронною платіжною системою. Також мБанку належить однойменний віртуальний оператор мобільного зв'язку. Він пропонує роздрібний, корпоративний та інвестиційний банкінг, а також інші фінансові послуги, такі як лізинг, факторинг, страхування, фінансування комерційної нерухомості, брокерські операції, управління капіталом, корпоративні фінанси та консультування у сфері ринків капіталу.
З 1992 року акції банку котируються на Варшавській фондовій біржі. У 2007 році розпочав свою роздрібну діяльність у Чехії та Словаччині.
Головним власником і стратегічним партнером мБанку є німецький Commerzbank.

## Примітка

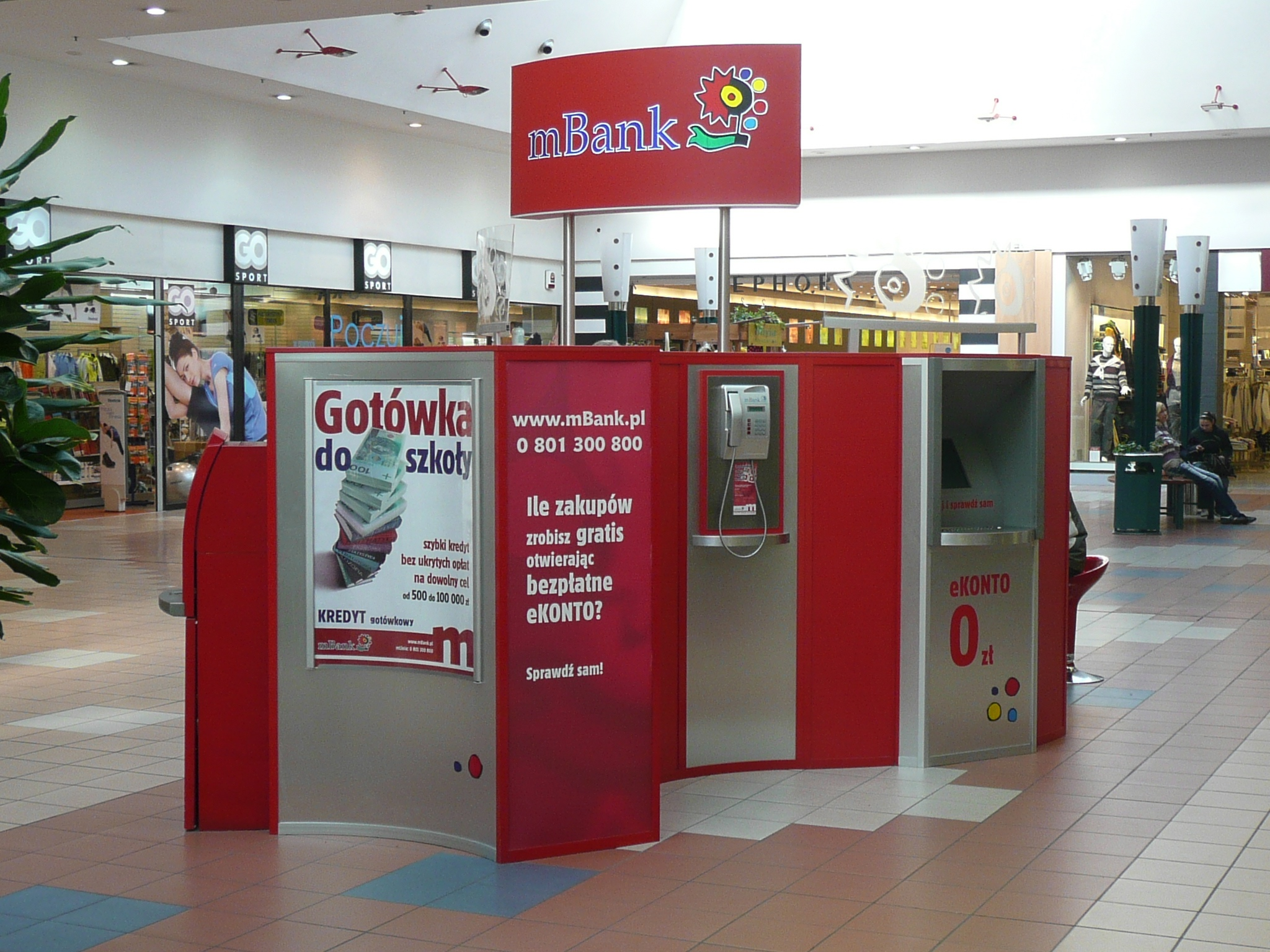
Мобільний кіоск банку в торговому центрі. Включає банкомат, платіжний термінал та телефон гарячої лінії

1. ↑  https://www.gpw.pl/company-factsheet?isin=PLBRE0000012
2. ↑  QUERCUS. Summary of the year. www.mbank.pl (англ.). Архів оригіналу за 15 липня 2022. Процитовано 14 листопада 2023.